# Gilman Lika
Gilman Lika (ur. 13 stycznia 1987 w Szkodrze) – albański piłkarz grający na pozycji lewego pomocnika. Od 2015 roku jest zawodnikiem klubu Vllaznia Szkodra.

## Kariera klubowa
Swoją karierę piłkarską Lika rozpoczął w klubie Vllaznia Szkodra. W 2004 roku awansował do kadry pierwszego zespołu i w sezonie 2004/2005 zadebiutował w nim w pierwszej lidze albańskiej. W sezonie 2007/2008 zdobył z nim Puchar Albanii.
W 2008 roku Lika został zawodnikiem tureckiego Hacettepe SK. W tureckiej lidze zadebiutował 23 sierpnia 2008 roku w przegranym 1:2 domowym meczu z Bursasporem. Na koniec sezonu 2008/2009 spadł z Hacettepe do 1. Lig. W sezonie 2009/2010 grał w Bolusporze, a rundę jesienną sezonu 2010/2011 spędził w Diyarbakırsporze.
W 2011 roku Lika wrócił do Albanii i został zawodnikiem KF Tirana. Swój debiut w tym klubie zaliczył 3 lutego 2011 w zremisowanym 0:0 domowym spotkaniu ze Skënderbeu Korcza. W sezonach 2010/2011 i 2011/2012 zdobył z KF Tirana dwa Puchary Albanii. Wraz z tym klubem sięgnął również po dwa superpuchary kraju w latach 2011 i 2012.
W lipcu 2013 roku został wypożyczony do Skënderbeu Korcza, ale jeszcze w tym samym miesiącu zostało ono zakończone. Lika zdążył jednak zagrać w obu spotkaniach wygranego dwumeczu z Neftczi Baku w Lidze Europy. W sierpniu 2013 wyjechał do Arabii Saudyjskiej, gdzie grał w Al-Faisaly FC. Po rundzie jesiennej powrócił jednak do ojczyzny i związał się z Flamurtari Wlora, z którym jeszcze w tym samym sezonie zdobył krajowy puchar. Po roku odszedł do Vllaznia Szkodra, a następnie po niespełna pół roku znów został graczem KF Tirana. W 2017 wrócił do Vllazni.
| Sezon   | Klub              | Kraj             | Rozgrywki           | Mecze | Bramki |
| ------- | ----------------- | ---------------- | ------------------- | ----- | ------ |
| 2004/05 | Vllaznia Szkodra  | Albania          | Kategoria Superiore | 3     | 0      |
| 2005/06 | Vllaznia Szkodra  | Albania          | Kategoria Superiore | 28    | 1      |
| 2006/07 | Vllaznia Szkodra  | Albania          | Kategoria Superiore | 32    | 2      |
| 2007/08 | Vllaznia Szkodra  | Albania          | Kategoria Superiore | 29    | 3      |
| 2008/09 | Hacettepe SK      | Turcja           | Süper Lig           | 24    | 2      |
| 2009/10 | Boluspor          | Turcja           | 1. Lig              | 28    | 3      |
| 2010/11 | Diyarbakırspor    | Turcja           | 1. Lig              | 4     | 0      |
| 2010/11 | KF Tirana         | Albania          | Kategoria Superiore | 13    | 1      |
| 2011/12 | KF Tirana         | Albania          | Kategoria Superiore | 22    | 4      |
| 2012/13 | KF Tirana         | Albania          | Kategoria Superiore | 26    | 9      |
| 2013/14 | Skënderbeu Korcza | Albania          | Kategoria Superiore | 0     | 0      |
| 2013/14 | Al-Faisaly FC     | Arabia Saudyjska | I liga saudyjska    | 12    | 1      |
| 2013/14 | Flamurtari Wlora  | Albania          | Kategoria Superiore | 16    | 2      |
| 2014/15 | Flamurtari Wlora  | Albania          | Kategoria Superiore | 13    | 0      |
| 2014/15 | Vllaznia Szkodra  | Albania          | Kategoria Superiore | 17    | 3      |
| 2015/16 | KF Tirana         | Albania          | Kategoria Superiore | 33    | 2      |
| 2016/17 | KF Tirana         | Albania          | Kategoria Superiore | 10    | 0      |
| 2017/18 | Vllaznia Szkodra  | Albania          | Kategoria Superiore | 36    | 2      |

## Kariera reprezentacyjna
W reprezentacji Albanii Lika zadebiutował 19 listopada 2008 roku w zremisowanym 1:1 towarzyskim meczu z Azerbejdżanem, rozegranym w Baku. W 74. minucie tego meczu zmienił Klodiana Duro. W drużynie narodowej do 2013 roku wystąpił 19 razy. Ostatni mecz w kadrze rozegrał 6 lutego 2013, gdy w Tiranie Albańczycy przegrali w meczu towarzyskim 1:2 z Gruzinami.

## Sukcesy
Vllaznia Szkodra
- Puchar Albanii (1): 2017/2008

KF Tirana
- Puchar Albanii (2): 2010/2011, 2011/2012
- Superpuchar Albanii (2): 2011, 2012

Flamurtari Wlora
- Puchar Albanii (1): 2013/2014